# Umberto Ceriani
Umberto Ceriani (Milão, 7 de março de 1939) é um ator italiano. Atuou no teatro, no cinema, no rádio e na televisão, com destaque para suas interpretações sob a direção de Giorgio Strehler e sua participação em diversas produções italianas a partir da década de 1960.

## Biografia
Estudou interpretação no Teatro dei Filodrammatici de Milão, sob a direção de Esperia Sperani. Sua estreia ocorreu em 1957, no Teatro alle Maschere de Milão, sob a direção de Fausto Tommei.
Desenvolveu carreira no teatro sob a direção de nomes como Franco Enriquez, Sandro Bolchi, Silverio Blasi e Alessandro Brissoni. Em 1963, foi selecionado por Giorgio Strehler para interpretar Ludovico na peça A Vida de Galileu, de Bertolt Brecht.
A partir da década de 1960, passou a atuar também no cinema e na televisão, acumulando diversos papéis. No cinema, destacou-se em La bestia nello spazio (1980), no papel do Dr. Green, sob direção de Alfonso Brescia, e em Domani (2001), dirigido por Francesca Archibugi. Na televisão, participou de produções como Nero Wolfe, I giovedì della signora Giulia e Napoleone a Sant'Elena, nesta última no papel do general Montholon.
Ceriani foi casado com a atriz Martine Brochard, com quem teve um filho, Ferdinando Ceriani, nascido em 1973, que atua como diretor teatral. Em 1986, casou-se com a cantora lírica Daniela Dessì. Ambos os casamentos terminaram em divórcio.